# Secretaría de Relaciones Exteriores (Honduras)
La Secretaría de Relaciones Exteriores de Honduras es el organismo encargado de lo concerniente a la formulación, coordinación, ejecución y evaluación de la política exterior y las relaciones internacionales, incluidos los servicios diplomáticos y consulares, la promoción de las relaciones económicas, políticas, culturales y de cooperación internacional, así como lo relativo a los asuntos de soberanía y fronteras.
Fue fundada mediante la Constitución Política del Estado de Honduras de 1839.

## Estructura orgánica
- Secretario de Estado de Relaciones Exteriores: Eduardo Enrique Reina.
  - Subsecretaría de Estado en el Despacho de Asuntos Consulares y Migratorios: Abogado Antonio García Carranza
  - Subsecretaría de Estado en el Despacho de Política Exterior: Licenciado Gerardo Torres Zelaya